# Kaduna Challenger 1983
Il Kaduna Challenger 1983 è stato un torneo di tennis facente parte della categoria ATP Challenger Series nell'ambito dell'ATP Challenger Series 1983. Il torneo si è giocato a Kaduna in Nigeria dal 28 febbraio al 5 marzo 1983 su campi in terra rossa.

## Vincitori

### Singolare
Patrice Kuchna ha battuto in finale  Hans-Peter Kandler con il punteggio di 7–5, 6–4

### Doppio
Mike Barr /  Jakob Hlasek hanno battuto in finale  Bernhard Pils /  Helmar Stiegler con il punteggio di 6–4, 6–1